# Tattoo Assasins
Tattoo Assassins es un videojuego de lucha desarrollado por Data East en 1994, pero que nunca fue lanzado de manera oficial, ya que sólo se realizaron algunos demos para arcade. Fue creado por Bob Gale (guionista de Back to the Future) y Joe Kaminkow (exdirector de Data East Pinballs) con la intención, por parte de Data East, de competir con la saga Mortal Kombat, utilizaba la misma técnica de captura por stop motion que su competidora. En el desarrollo, tras haber sido desvinculados de Midway, intervinieron los hermanos Daniel y Carlos Pesina, actores que trabajaron en los dos primeros videojuegos de Mortal Kombat.

## Jugabilidad
Tatoo Assassins es basado en la misma ideología que el videojuego de Mortal Kombat, manteniendo la violencia del original y con un estilo de juego similar al de Mortal Kombat II. Lo más llamativo de este juego se apreciaba en la secuencia de presentación, en la que se informaba de 2196 Fatalities. Pero en los demos aparecía una menor cantidad y, en la mayoría de los casos, eran extrañas. Por ejemplo, Nudailities, en la que el perdedor era despojado de sus vestimentas (parece ser que fue creada basándose en el rumor de que ese tipo de característica iba a aparecer en Mortal Kombat II; o Morphalities, en la que se transforma al oponente en diferentes objetos, como animales, obras de arte e incluso en  hamburguesa (haciendo referencia a Burguer Time, otro videojuego de Data East); o Fatalities comunes entre los personajes, flatulencias explosivas, objetos caídos del cielo, parodias referidas a otros videojuegos de Data East e incluso atropellos al perdedor con el DMC DeLorean de la trilogía de Back to the Future). En el caso de los finishers propios de cada luchador, éstos derivaban del poder de sus tatuajes, poseyendo dos para cada uno.
El videojuego nunca se distribuyó entre el gran público. Fueron diversos los factores que intervinieron en este hecho, tales como la desaprobación de los probadores del juego, el éxito de otros juegos digitalizados como Killer Instinct y la aparición de los primeros juegos de lucha en 3D, como Tekken y Virtua Fighter, que, finalmente, acabaron convirtiendo el proyecto en inviable. Sin embargo, se realizó la emulación de una demo con el programa MAME y se distribuyó a través de Internet. Tras la quiebra de Data East, G-Mode compró los derechos de las franquicias de la compañía, incluido Tattoo Assassins.

## Argumento
Mullah Abba, el líder principal de la Orden de los Colores, había descubierto el secreto de la misteriosa Tinta de Ghize, un organismo fluido amorfo que al entrar en contacto con la piel humana, puede convertirse en múltiples formas y objetos. Pero solo es efectiva en los Huéspedes, personas genéticamente aptas para llevar la Tinta de Ghize como tatuajes. Si la tinta es aplicada a personas no aptas, causará bizarras y espeluznantes mutaciones.
Los guardianes de la Tinta de Ghize son incompatibles con la misma, a excepción de uno: Koldan. Quien al descubrir el secreto de la tinta y que él es un Huésped, decide usar ese secreto para crear una armada de mutantes para dominar el mundo. Al ver la situación, Mullah Abba instruye al resto de los guardianes a buscar nuevos huéspedes para darle caza a Koldan. Fueron encontrados nueve guerreros a los que se les realizaron tatuajes con la Tinta de Ghize para convertirlos en los Asesinos Tatuados. Pero Koldan al hacerse más poderoso, obtuvo la conciencia de los Asesinos para que le den el restante de la tinta. Sin embargo, Mullah Abba aprovechó los misteriosos poderes de Lyla Blue para recuperar su conciencia y detener a Koldan.

## Personajes

### Asesinos Tatuados
- AC Current (Maurice): Un hacker perseguido por sus antiguos patrones por espionaje. Su tatuaje es un rayo.
- Billy Two Moons (Eddie Wilde): Un aborigen norteamericano perseguido por el gobierno de su país. Inspirado en Billy Jack, a la vez parodiado parcialmente en Mortal Kombat por Nightwolf. Su tatuaje es un Ave Fénix.
- Derek O'Toole (Nicolas Andrews): Un Rockstar irlandés acusado injustamente de terrorismo. Su tatuaje es una calavera diabólica.
- Hannah Hart (Gretchen Stockdale): Una bailarina que busca vengar a su amiga asesinada a manos de un asesino serial. Su tatuaje es una Araña Viuda Negra.
- Karla Keller (Cristine Dupree): Una patinadora de hielo que parodia a Nancy Kerrigan. Su tatuaje es una Rosa.
- Luke Cord (Charlie Rice): Un ex SEAL de la marina norteamericana quien es buscado por desertar tras cuestionar una operación en contra de la Unión Soviética. Su tatuaje es un pulpo.
- Maya (Melanie Baer): Una mujer de apariencia amazónica que busca liberar su tierra de exploradores de recursos. Sus tatuajes son la cabeza y el veteado de la piel de un Tigre.
- Takara Hata - Tak (Rick Mali): Un ex Yakuza perseguido por sus antiguos camaradas y por la policía japonesa por un asesinato. Su tatuaje es un dragón de dos cabezas.
- Truck Davis (Kevin Knotts): Un motero el cual busca venganza por su banda, siendo el único sobreviviente luego de que esta fuese exterminada. Su tatuaje es una Anaconda.

### Jefes
- Rhina (Joanna Lee): Una gran mujer con cornamentas de Rinoceronte.
- Prizm (Willam Zipp): Un monstruo de cristal similar a una piedra preciosa.
- Deke Kay (William Zipp): Aparenta ser un zombi. Él, Rhina y Prizm son los subjefes del juego y los tres mutantes más poderosos de Koldan.
- Koldan, el Conquistador (Kevin Knotts): Antiguamente uno de los Guardianes de la Orden de los Colores. Al descubrir el secreto de la tinta de Ghize y el hecho de que él es un Huésped, decide robar parte de la tinta y crear su propia armada de mutantes. Tiene tatuado el emblema de la Orden de los Colores en el pecho (mismo tatuaje que tienen los Asesinos en la palma de sus manos) para canalizar su poder y dos guantes con jeringas que inyectan la Tinta de Ghize. Es el jefe final del juego.

### Personajes no seleccionables
- Mullah Abba (Mark Urgello): El líder de la Orden de los colores y descubridor de la Tinta de Ghize. Es quien le da los poderes a los Asesinos para que detengan a Koldan. Vestido solo con un taparrabo árabe. Lleva tatuados símbolos tribales.
- Lyla Blue (Rene Hudson): Es una mujer que puede enlazar psíquicamente a Mullah Abba con los Asesinos. En su espalda tiene tatuados los símbolos de los luchadores para que el jugador elija su Asesino.
- Pequeña Hada y Pequeña Demonio (Marushka Wilde): Son dos de los resultados de las Morphalities. Son la misma niña con el mismo vestido: el Hada tiene la piel clara, un vestido dorado, un colgante con un corazón y agita una varita mágica, mientras que la demonio lleva la piel rojiza, un vestido negro, sin colgante y agita un tridente.